# Суханов Владислав Олександрович
Владисла́в Олекса́ндрович Суха́нов — солдат Збройних сил України, що загинув у ході російського вторгнення в Україну у 2022 році.

## Нагороди
- Орден «За мужність» III ступеня (2022, посмертно) — за особисту мужність і самовіддані дії, виявлені у захисті державного суверенітету та територіальної цілісності України, вірність військовій присязі, зразкове виконання службового обов’язку.